# Alfred Schneider (Politiker, 1895)
Alfred Schneider (* 9. Juni 1895 in Breslau; † 16. Juli 1968) war ein deutscher Politiker (SPD). Er war von 1947 bis 1962 Mitglied des Landtags von Nordrhein-Westfalen.

## Leben
Nach der Volksschule machte Alfred Schneider an einer Handwerker- und Gewerbeschule eine Ausbildung zum Steindrucker. 
Er war seit 1912 Gewerkschaftsmitglied und 1914 der SPD beigetreten. Von 1918 bis 1933 war Schneider als SPD-Funktionär in Münster und Breslau aktiv. In Breslau war er von 1928 bis 1933 Mitglied des Ortsvorstandes der SPD. Daneben war er von 1924 bis 1933 Abteilungsleiter im Reichsbanner Schwarz-Rot-Gold. Während der Zeit der nationalsozialistischen Diktatur war Schneider im Widerstand. Im Jahr 1946 wurde er aus der sowjetischen Besatzungszone ausgewiesen. Im Westen wurde Schneider Mitglied im SPD-Kreisvorstand Soest und Vorstandsmitglied des SPD-Unterbezirks Hamm. 
Schneider war auf kommunalpolitischer Ebene von 1932 bis 1933 Stadtverordneter in Breslau und nach 1956 Mitglied des Kreistages Soest. 
In den nordrhein-westfälischen Landtag wurde er von der ersten bis zur vierten Wahlperiode jeweils über die Landesliste der SPD  gewählt, Schneider war Abgeordneter vom 20. April 1947 bis zum 20. Juli 1962. Im Landtag war er vom 16. Juli bis zum 8. Oktober 1947 Vorsitzender des Flüchtlingsausschusses, und vom 24. Oktober 1950 bis zum 20. Juli 1962 dessen stellvertretender Vorsitzender. 